# Micrulia tenuilinea
Micrulia tenuilinea là một loài bướm đêm trong họ Geometridae.